# Гарві-Сідар (Нью-Джерсі)
Гарві-Сідар (англ. Harvey Cedars) — місто (англ. borough) в США, в окрузі Оушен штату Нью-Джерсі. Населення — 391 особа (2020).

## Географія
Гарві-Сідар розташоване за координатами 39°41′58″ пн. ш. 74°8′29″ зх. д. / 39.69944° пн. ш. 74.14139° зх. д. (39.699578, -74.141511).  За даними Бюро перепису населення США в 2010 році місто мало площу 3,07 км², з яких 1,44 км² — суходіл та 1,63 км² — водойми.

### Клімат
| Клімат : Гарві-Сідар    | Клімат : Гарві-Сідар | Клімат : Гарві-Сідар | Клімат : Гарві-Сідар | Клімат : Гарві-Сідар | Клімат : Гарві-Сідар | Клімат : Гарві-Сідар | Клімат : Гарві-Сідар | Клімат : Гарві-Сідар | Клімат : Гарві-Сідар | Клімат : Гарві-Сідар | Клімат : Гарві-Сідар | Клімат : Гарві-Сідар | Клімат : Гарві-Сідар |
| Показник                | Січ.                 | Лют.                 | Бер.                 | Квіт.                | Трав.                | Черв.                | Лип.                 | Серп.                | Вер.                 | Жовт.                | Лист.                | Груд.                | Рік                  |
| Середній максимум, °C   | 4,6                  | 5,7                  | 9,5                  | 14,2                 | 19,9                 | 25,0                 | 28,1                 | 27,4                 | 24,2                 | 18,3                 | 12,8                 | 7,3                  | 16,5                 |
| Середня температура, °C | 0,6                  | 1,7                  | 5,2                  | 10,1                 | 15,6                 | 20,8                 | 24,0                 | 23,4                 | 19,9                 | 13,8                 | 8,6                  | 3,3                  | 12,3                 |
| Середній мінімум, °C    | −3,4                 | −2,3                 | 1,0                  | 5,9                  | 11,2                 | 16,6                 | 19,9                 | 19,4                 | 15,7                 | 9,2                  | 4,3                  | −0,8                 | 8,1                  |
| Норма опадів, мм        | 87                   | 76                   | 105                  | 94                   | 83                   | 81                   | 103                  | 109                  | 82                   | 91                   | 85                   | 94                   | 1091                 |
| Вологість повітря, %    | 66.9                 | 65.0                 | 63.1                 | 64.8                 | 67.5                 | 72.0                 | 70.9                 | 72.8                 | 71.6                 | 69.9                 | 68.9                 | 67.8                 | 68.4                 |
| ----------------------- | -------------------- | -------------------- | -------------------- | -------------------- | -------------------- | -------------------- | -------------------- | -------------------- | -------------------- | -------------------- | -------------------- | -------------------- | -------------------- |
| Джерело: PRISM          |                      |                      |                      |                      |                      |                      |                      |                      |                      |                      |                      |                      |                      |

## Демографія
Згідно з переписом 2010 року, у селищі мешкало 337 осіб у 169 домогосподарствах у складі 110 родин. Було 1214 помешкання
Расовий склад населення:
| - 99,1 % — білих - 0,6 % — чорних або афроамериканців - 0,3 % — азіатів |

До двох чи більше рас належало 0,0 %. Частка іспаномовних становила 0,9 % від усіх жителів.
За віковим діапазоном населення розподілялося таким чином: 11,6 % — особи молодші 18 років, 46,6 % — особи у віці 18—64 років, 41,8 % — особи у віці 65 років та старші. Медіана віку мешканця становила 61,6 року. На 100 осіб жіночої статі у селищі припадало 97,1 чоловіків;  на 100 жінок у віці від 18 років та старших — 97,4 чоловіків також старших 18 років.
Середній дохід на одне домашнє господарство  становив 119 762 долари США (медіана — 69 167), а середній дохід на одну сім'ю — 145 535 доларів (медіана — 101 875). Медіана доходів становила 118 750 доларів для чоловіків та 70 833 долари для жінок. За межею бідності перебувало 6,3 % осіб, у тому числі 2,6 % дітей у віці до 18 років та 2,9 % осіб у віці 65 років та старших.
Цивільне працевлаштоване населення становило 124 особи. Основні галузі зайнятості: освіта, охорона здоров'я та соціальна допомога — 23,4 %, мистецтво, розваги та відпочинок — 16,9 %, науковці, спеціалісти, менеджери — 12,9 %, роздрібна торгівля — 12,1 %.